# 衝出迷境
《衝出迷境》是一部2019年上映的拉脫維亞冒險奇幻動畫電影，由金茲·齊巴洛迪斯執導，他還編寫了劇本並創作了配樂，動畫採用開源軟體Maya製作。

## 劇情大綱
一名背著降落傘的少年在一處島嶼醒來，當黑色靈魂緊隨不放時，在一隻小橙鳥的陪伴下，他踏上一場橫跨迷境的冒險旅程。

## 發行
《衝出迷境》最初於2019年安錫國際動畫影展首映，並在該影展上獲得正反打獎（Contrechamp Award），隨後則於東京國際電影節及倫敦國際動畫影展展映。
隨著齊巴洛迪斯在2024年上映新作《喵的奇幻漂流》獲得好評，《衝出迷境》後於於2025年3月14日在英國與愛爾蘭重新上映。

## 評價
根据評論匯總网站爛番茄汇总的31篇评论文章，100%的评论家给予该作正面评价，平均打分为8.2分（满分10分）。该网站总结的评论家共识是“令人難忘且耳目一新的奧德賽之旅，將觀眾帶入絢麗奇幻的世界。”
在Metacritic上，6位影評人共給予了77分的分數（滿分100分），這部電影獲得了「普遍好評」。
《綜藝》雜誌讚揚電影的視覺效果與配樂，但指出故事敘述存在不足。一些評論聚焦於電影的超現實風格與極簡配樂，而部分影評則特別強調單人完成整部動畫的創作挑戰，以及現代動畫軟體對獨立動畫製作者帶來的機會。

## 獎項
《衝出迷境》入圍第47屆安妮獎最佳動畫長片配樂，並獲得2019年拉脫維亞最大影視獎大克里斯多福獎的最佳動畫片獎。評審團特別讚揚導演獨自完成整部作品的成就，並表示：「頒獎時，評審希望強調電影獨特的視覺與聲音幻想世界，這一切皆由作者單獨構築而成，令人信服。」

## 外部連結
- 互联网电影数据库（IMDb）上《衝出迷境》的资料（英文）